# Záluží (Temelín)
Záluží je osada, součást obce Temelín v okrese České Budějovice v Jihočeském kraji. Leží v katastrálním území Zvěrkovice u Týna nad Vltavou. Nachází se severovýchodně od Temelína, asi 3 km jihozápadně od Týna nad Vltavou a asi 30 km severozápadně od Českých Budějovic.
Osadou prochází silnice II/141. Je zde registrováno 22 čísel popisných. Původně byla osada samotou, později podružskou osadou dříve samostatné obce Bohunice. Nikdy nešlo o samostatnou obec. Nárůst počtu domů je novodobý a zřejmě způsoben blízkostí osady k jaderné elektrárně Temelín i Týnu nad Vltavou (v rámci suburbanizace). V osadě se nachází kaple.